# 中華南路
中華南路為臺灣臺南市市區環形主要道路之一。東起中華東路與大同路口，西至中華西路、濱南路與清水路口，全長約3.9公里。目前臺南市道路編號為28。
此路與中華東路、中華西路、中華北路以及永康區中華路構成台南市區的外環道。

## 地下道
中華南路唯一的立體交叉為華南地下道，於1980年完工。

## 行經行政區域
（由一至二段）
- 南區

## 沿途設施
- 一段：
  - 臺南市殯葬管理所
  - 台南市公共自行車-YouBike2.0台南市殯葬管理所
  - 全國加油站南一站
  - 華南地下道
- 二段：
  - 速邁樂Smile加油站金華站
  - 臺南市南區區公所
  - 臺南市政府警察局第六分局鹽埕派出所
  - 南華公園
  - 南區公兒26公園
  - 台南市公共自行車-YouBike2.0南區區公所（公兒26公園）
  - 南都里活動中心

## 分段
- 一段：大同路－永成路
- 二段：永成路－中華西路、濱南路

## 本路段客運
- 市區公車[1]

| 編號 | 路線                                   | 本路段公車站           |
| ---- | -------------------------------------- | ---------------------- |
| 6    | 統聯客運永康站／仁德轉運站－龍崗國小   | 新興國宅－中華南路二段 |
| 18   | 國民路／西門健康立體停車場－和順轉運站 | 大忠里（返程延駛）     |

- 幹支線公車[1]

| 編號   | 路線                                     | 本路段公車站           |
| ------ | ---------------------------------------- | ---------------------- |
| 紅幹線 | 安平工業區－仁德－歸仁－關廟轉運站／龍崎 | 中華南路二段－德興路口 |